# East Portlemouth
East Portlemouth är en by och en civil parish i South Hams i Devon i England. Orten har 162 invånare (2011).